# Ruprecht-Karls-universiteit
De Ruprecht-Karls-Universiteit (Ruprecht-Karls-Universität) in Heidelberg is de oudste universiteit in het huidige Duitsland.
Op 23 oktober 1385 kreeg Heidelberg van paus Urbanus VI het recht om een universiteit te openen. Sinds haar stichting in 1386 door de Paltsische keurvorst bestond ze vele eeuwen uit vier faculteiten: Geneeskunde, Theologie, Rechten en Filosofie. Pas in 1890 kwam Natuurwetenschappen erbij als vijfde faculteit. Tegenwoordig telt de universiteit twaalf faculteiten en studeren er 28.653 studenten (2019-2020).

## Geschiedenis
De universiteit was de derde die opgericht werd in het Heilige Roomse Rijk, na de universiteiten van Wenen en Praag.
Ze werd opgericht door keurvorst Ruprecht I, met pauselijke goedkeuring, in het jaar 1386. Hij deed dit om zijn sterk uitgestrekte territorium een middelpunt voor hoger onderwijs te geven, vreemden aan te trekken en staatsdienaars op eigen grondgebied op te leiden. De eerste professoren aan de universiteit kwamen uit Parijs en Praag; ze waren gevlucht naar het rustige Heidelberg voor godsdiensttwisten en nationaliteitsgevechten in hun eigen land. De keurvorsten zorgden goed voor hun universiteit, maar grepen ook zelf in als ze dachten dat dit nodig was, zodat ze niet volledig autonoom was. Zo schiepen ze ruimte voor nieuwe denkstromingen, zoals het humanisme.

## Faculteiten
- Theologie
- Rechten
- Filosofie
- Nieuwe Filologie
- Economische en Sociale Wetenschappen
- Cultuurwetenschappen
- Wiskunde en Informatica
- Fysica en Astronomie
- Chemie en Geologie
- Biologie
- Geneeskunde

## Bekende alumni
- Feijo Sickinghe (1546-1579), edelman en politicus
- Rudolph Sickinghe (1643-1688), landedelman en politicus
- Ludwig Levy-Lenz (1889-1966), arts en bordeelhouder; betrokken bij eerste geslachtsbevestigende operatie
- Brigitte Wawoe (1939-2025), beeldend kunstenaar

Aken · Augsburg · Bamberg: Otto-Friedrich · Bayreuth · Berlijn (Vrije Universiteit · Humboldt · Technische Universiteit · Kunsten) · Bielefeld · Bochum · Bonn · Braunschweig · Bremen (Universiteit Bremen · Jacobs University) · Chemnitz · Clausthal · Cottbus-Brandenburg · Darmstadt · Dortmund · Dresden · Duisburg-Essen · Düsseldorf: Heinrich Heine · Eichstätt-Ingolstadt · Erfurt · Erlangen-Neurenberg: Friedrich-Alexander · Frankfurt am Main · Frankfurt an der Oder: Europa · Freiberg · Freiburg · Gießen · Göttingen: Georg August · Greifswald: Ernst Moritz Arndt · Hagen · Halle-Wittenberg: Martin Luther · Heidelberg: Ruprecht Karls · Hamburg (Hamburg · HafenCity · Hamburg-Harburg · Helmut Schmidt) · Hannover (Hannover · Medische Hogeschool) · Hildesheim · Hohenheim · Ilmenau · Jena: Friedrich Schiller · Kaiserslautern · Karlsruhe · Kassel · Keulen · Duitse Sporthogeschool Keulen · Kiel: Christian Albrechts · Koblenz-Landau · Konstanz · Leipzig · Lübeck · Lüneburg: Leuphana · Magdeburg: Otto von Guericke · Mainz: Johannes Gutenberg · Mannheim · Marburg: Philipps · München (Ludwig Maximilians · Technische Universiteit · Oekraïense Vrije Universiteit · Universiteit van het Bondsleger) · Münster · Oldenburg: Carl von Ossietzky · Osnabrück · Paderborn · Passau · Potsdam · Regensburg · Reutlingen · Rostock · Saarbrücken · Siegen · Stuttgart · Trier · Tübingen: Eberhard-Karls · Ulm · Vechta · Weimar: Bauhaus · Witten: Herdecke · Wuppertal · Würzburg: Julius Maximilians
Aarhus ·
Åbo ·
Barcelona ·
Bergen ·
Boedapest ·
Bologna ·
Bristol ·
Cambridge ·
Coimbra ·
Dublin ·
Edinburgh ·
Galway ·
Genève ·
Göttingen ·
Graz ·
Granada ·
Groningen ·
Heidelberg ·
Iași ·
Jena ·
Krakau ·
Leiden ·
Leuven ·
Louvain-la-Neuve ·
Lyon ·
Montpellier ·
Oxford ·
Padua ·
Pavia ·
Poitiers ·
Praag ·
Salamanca ·
Siena ·
Tartu ·
Thessaloniki ·
Turku ·
Uppsala ·
Würzburg